# Giani Stelian Kiriță
Giani Stelian Kiriță (Bucarest, 3 aprile 1977) è un ex calciatore rumeno, di ruolo difensore o centrocampista.

## Palmarès
- Campionato turco: 1

Bursaspor: 2009-2010
- Campionato rumeno: 2

Dinamo: 1999-2000 2001-2002
- coppa rumena: 3

Dinamo:1999-2000 2000-2001 2002-2003